# Isorritmia
Los términos isorritmia o isorritmo (del griego ἴσος [isos] que significa "semejante" y ῥυθμός [rythmos] que quiere decir "cadencia, ritmo") hacen referencia a una técnica de composición musical que sigue un patrón o esquema fijo de alturas y repite un ritmo característico a lo largo de una pieza musical, aunque las notas cantadas sean distintas.

## Historia
El término fue acuñado por Friedrich Ludwig en 1904 para referirse a esta técnica empleada en los motetes escritos en el siglo XIII. Aunque más tarde el término fue aplicado más ampliamente, sobre todo a la repetición periódica o la repetición rítmica en la voz del tenor y en otras voces de las composiciones del siglo XIV y principios del XV, los motetes en especial.
Se trata de una organización de duraciones o ritmos llamada tálea (lat. talea, plural taleæ, empalizada, estacada), que se repite a lo largo de una melodía de tenor cuyo contenido o series de alturas (notas), llamado color, variaban en el número de miembros de la tálea. 
La isorritmia va más allá de la isoperiodicidad: no sólo es igual la estructura de los periodos, sino que también lo son los valores de las notas de los periodos. La organización racional del tenor con subdivisión en color (notas) y tálea (duraciones de sonido, ritmo) también se extendió, de ese modo, a las voces superiores.
Se utilizó en el análisis de la estructura de los motetes de la escuela polifónica del periodo de la Ars nova de los siglos XIV y XV, cuyos tenores o cantus firmus (no confundir en este caso la nota de declamación del gregoriano, tenor -del latín tenere, sostener- con la tesitura vocal masculina homónima) se distinguían por la continuidad de un esquema rítmico denominado talea, constituido por células idénticas que se aumentaban o disminuían, y que con el tiempo se extendería también a otras voces. El máximo exponente de esta técnica se puede encontrar en la obra de Guillaume de Machaut.
La invención de esta técnica se atribuyó al compositor Philippe de Vitry, pero «no era ni un invento de Philippe de Vitry, ni de su propiedad exclusiva a principios del siglo XIV». La construcción isorrítmica era con frecuencia variada mediante el uso de disminución rítmica estricta o libre en la repetición del color.

### Motete isorrítmico
El motete isorritmico constituye el pináculo en materia de estructuración racional en la música gótica. Al mismo tiempo, la isorritmia crea el equilibrio hacia la melodía expresiva y el incremento de la coloración armónica (terceras, cromatismo). Philippe de Vitry y Guillaume de Machaut ya componían motetes isorrítmicos en la década de 1320.
Estos motetes, escritos durante el siglo XIV (Ars nova), se estructuran mediante los principios isorrítmicos de tálea y de color. Un ejemplo de motete isorrítmico es el "Garrit Gallus-In Nova fert/Neuma", compuesto por Philippe de Vitry a mediados del siglo XIV.
El motete isorrítmico "Sub Arturo plebs" de Johannes Alanus es un motete medieval tardío. Presenta un color de 24 longae (48 compases en notación moderna), divididas en tres táleas. El color se repite tres veces, cada una en una medida diferente. Su longitud es disminuida posteriormente por los factores 9:6:4. La imagen muestra:
- (a) el cantus firmus preexistente del gregoriano;
- (b) el tenor plasmado en notación mensural; y
- (c) una transcripción parcial del inicio de cada una de las nueve taleae en notación moderna.

Plan estructural del tenor de un motete isorrítmico "Sub Arturo plebs" de Johannes Alanus.

### Isorritmia en la misa
La isorritmia también se trasladó del motete a los movimientos de la misa y de la cantilena. Un ejemplo lo constituye el Agnus Dei de la misa[¿cuál?] de Guillaume de Machaut. 

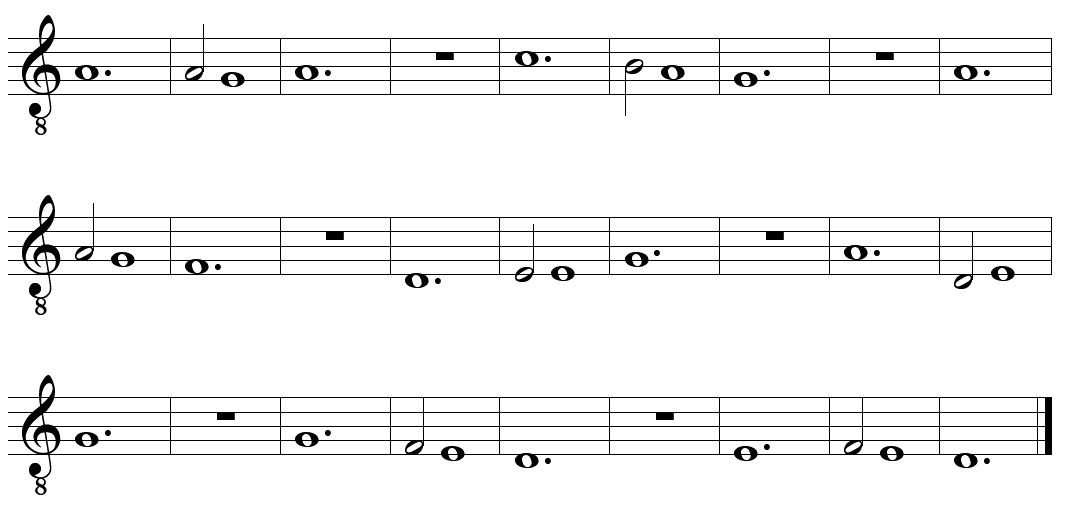
Tenor isorrítmico del kyrie de la Misa de nuestra señora (c. 1360) de Guillaume de Machaut. Un color de 28 notas se establece con una tálea de 4 notas que se repite siete veces.

## Isorritmia en otros ámbitos
Esta técnica también se encuentra en la música de la India así como en la producción musical de compositores modernos tales como Alban Berg, Olivier Messiaen, John Cage y George Crumb.